# 天野 (新潟市)
- 日本 > 新潟県 > 新潟市 > 江南区 (新潟市) > 天野 (新潟市)
- 日本 > 新潟県 > 新潟市 > 南区 (新潟市) > 天野 (新潟市)

天野（あまの）は、新潟県新潟市江南区及び南区の町字。現行行政地名は天野一丁目から天野三丁目と大字天野で、大字天野の一部は南区に属する。住居表示は一丁目から三丁目が実施済み区域、大字が未実施区域。郵便番号は950-1134。

## 概要
1889年（明治22年）から現在までの大字。および1991年（平成3年）から現在までの町名。信濃川下流右岸に位置する。もとは江戸時代から1889年（明治22年）まであった天野新田の区域の一部で、1968年（昭和43年）にできた曽野木団地の影響で住宅地として発展した。

### 隣接する町字
北から東回り順に、以下の町字と隣接する。
- 楚川
- 曽川
- 嘉木
- 平賀
- 舞潟

※信濃川を挟んで南区鷲ノ木新田と隣接。

## 歴史
1699年（元禄12年）の資料では東笠巻村の枝郷として1650年（慶安3年）の開発とあるが、慶長年間に近藤勘十朗が片口村（現：三条市片口）から移住して開発とも伝わる。
- 1889年（明治22年）4月1日 : 合併により曽野木村の大字となる。当初は天野新田と称した。
- 1957年（昭和32年）5月3日 : 合併により新潟市の大字となり、天野に改称。
- 1991年（平成3年）11月5日 : 住居表示を実施[6]。
- 2007年（平成19年）4月1日 : 新潟市の政令指定都市移行により、江南区及び南区の大字となる。

## 世帯数と人口
2018年（平成30年）1月31日現在の世帯数と人口は以下の通りである。
| 区     | 大字・丁目 | 世帯数    | 人口    |
| ------ | ---------- | --------- | ------- |
| 南区   | 天野       | 0世帯     | 0人     |
| 江南区 | 天野       | 169世帯   | 490人   |
| 江南区 | 天野一丁目 | 445世帯   | 1,211人 |
| 江南区 | 天野二丁目 | 267世帯   | 699人   |
| 江南区 | 天野三丁目 | 547世帯   | 1,451人 |
| 江南区 | 計         | 1,428世帯 | 3,851人 |

## 小・中学校の学区
市立小・中学校に通う場合、学区は以下の通りとなる。
| 大字・丁目 | 番地 | 小学校               | 中学校               |
| ---------- | ---- | -------------------- | -------------------- |
| 天野       | 全域 | 新潟市立曽野木小学校 | 新潟市立曽野木中学校 |
| 天野一丁目 | 全域 | 新潟市立曽野木小学校 | 新潟市立曽野木中学校 |
| 天野二丁目 | 全域 | 新潟市立曽野木小学校 | 新潟市立曽野木中学校 |
| 天野三丁目 | 全域 | 新潟市立曽野木小学校 | 新潟市立曽野木中学校 |

## 主な企業・施設
- 新潟市立曽野木小学校
- 曽野木郵便局

## 文化
天野甚句
盆踊りに用いられる甚句。河川の整備をきっかけに自然の恵みに感謝し、働く喜びを表現した唄と踊りが作られたとされる。

## 交通
- 新潟県道1号新潟小須戸三条線
- 新潟県道2号新潟寺泊線